# Immanuelkirche (Köln-Longerich)

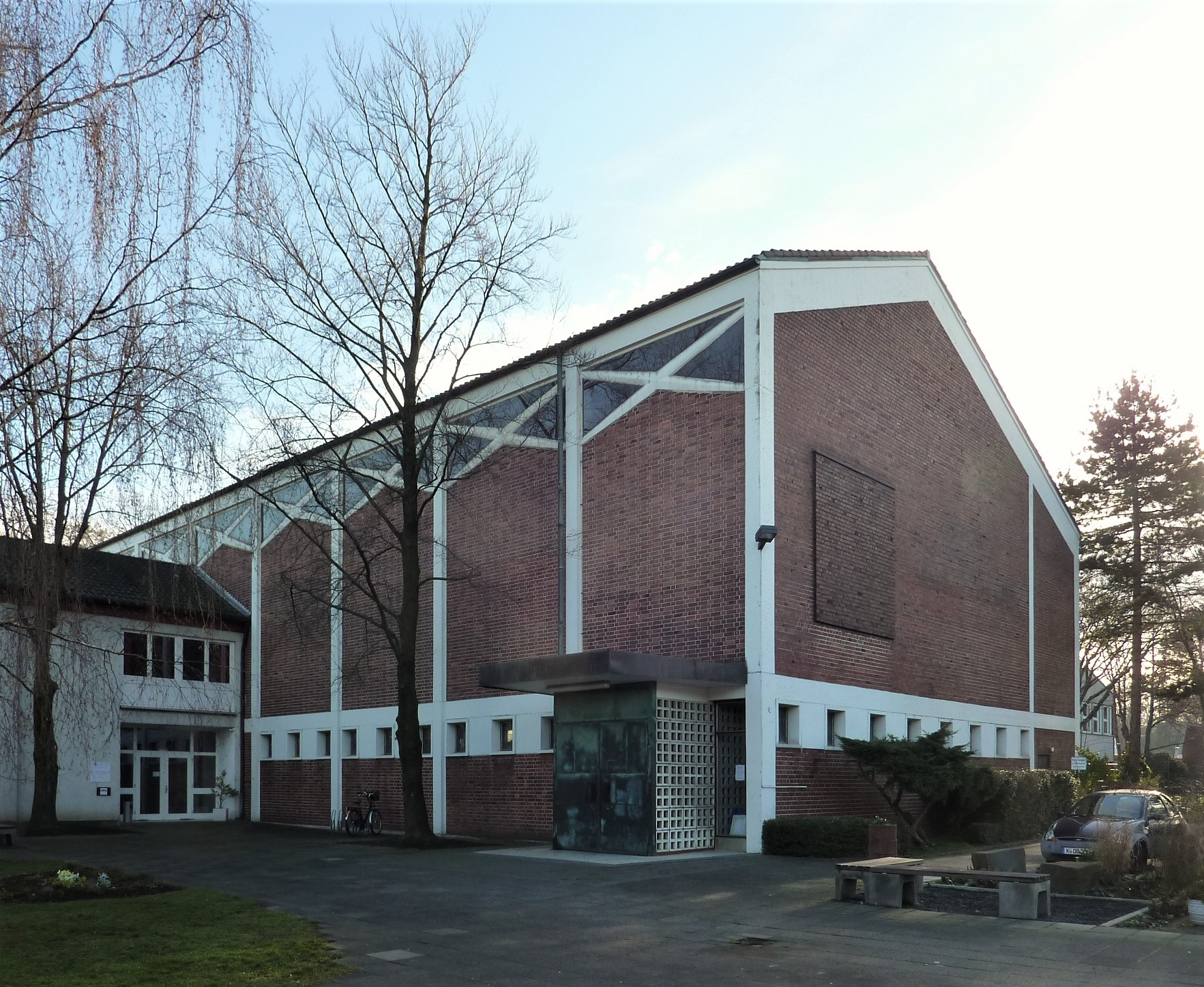
Immanuelkirche Köln-Longerich

Die Immanuel-Kirche ist die Kirche der evangelischen Gemeinde im kölnischen Stadtteil Longerich. Sie gehört zum Kirchenkreis Köln-Nord der Evangelischen Kirche im Rheinland.

## Geschichte
In Longerich diente seit 1933 die Lutherkapelle, ein umgebautes landwirtschaftliches Gebäude am Lindweilerweg, als evangelische Gottesdienststätte. Nach der starken Zunahme der evangelischen Bevölkerung nach dem Zweiten Weltkrieg lösten sich die Kirchengemeinden Longerich, Riehl, Niehl und Weidenpesch von der Muttergemeinde Nippes. Der Pfarrbezirk III der Gemeinde Weidenpesch wurde 1965 als Evangelische Kirchengemeinde Köln-Gartenstadt-Nord selbständig. Seit 1998 heißt die Gemeinde nach der Kirche Evangelische Immanuel-Gemeinde Köln-Longerich.
In der Paul-Humburg-Str. wurde 1957 ein Gemeindehaus und 1959 ein Pfarrhaus gebaut. Die Kirche wurde 1962/63 durch den Architekten Gottfried Tucholski als saalartiger Stahlbeton-Skelettbau mit Sichtziegelausfachung und südseitigem Emporenanbau errichtet. Das Kirchenschiff ist über 35 Meter lang und umfasst 450 feste Sitzplätze. Kanzel, Altar, Taufstein und Fenster wurden von dem einheimischen Maler und Bildhauer Herbert Schuffenhauer gestaltet.
Der geplante Bau eines Glockenturms unterblieb. Die Kirche erhielt 1971/72  eine Orgel von Willi Peter mit 25 Registern.